# Khalid Geire
Khalid Aden Geire, född 16 februari 1969 i Nairobi, Kenya, är en svensk skådespelare och komiker. Han arbetar även som tolk.
Han anses vara den första svarta ståuppkomikern inom svensk TV.
Khalid Geire föddes i Kenya och blev vid nitton års ålder ofrivilligt intagen i militären eftersom det pågick ett inbördeskrig i Somalia. Han blev skjuten, och låg på sjukhus i en och en halv månad.
Han var strax över tjugo år gammal när han kom till Sverige, då först till Trelleborg. Han studerade teater i Halland och flyttade senare till Helsingborg. Där startade han en teatergrupp, Teater 2000, som fick Helsingborgs kulturpris. 
Som komiker har han bland annat medverkat i Stockholm Live, och som skådespelare i filmen Wallander – Afrikanen.